# Epidapus probus
Epidapus probus är en tvåvingeart som beskrevs av Werner Mohrig 1996. Epidapus probus ingår i släktet Epidapus och familjen sorgmyggor. Inga underarter finns listade i Catalogue of Life.